# Outlaw Blues
Outlaw Blues – piosenka skomponowana przez Boba Dylana, nagrana przez niego w styczniu i wydana na albumie Bringing It All Back Home w marcu 1965 r.

## Historia i charakter utworu
Ten najbardziej rockowy utwór Dylana na Bringing It All Back Home ma równocześnie formę wczesnego, archaicznego i prymitywnego bluesa. Prawdopodobnie taki kształt utworu najbardziej pasował Dylanowi do jego pomysłu na utwór, którego główną cechą jest prawie niemożliwy do zrozumienia tekst. Zapewne miał on być zabawą lub nawet tylko żartem artysty.
Dylan podszedł nieco satyrycznie do typowych tekstów bluesowych i stworzył pewnego rodzaju pastisz bluesowej mitologii postaci bandytów i ludzi wyjętych spod prawa. Bohaterem tekstu tej kompozycji jest legendarny Jesse James. Jego krótka historia jest przemieszana z typowym symbolizmem hoodoo.
Oprócz tego Dylan znalazł jeszcze miejsce aby w dość zakamuflowany sposób uderzyć w prasę, swoją publiczność lub kogokolwiek, kto może akurat słuchać tej piosenki, często cytowanymi słowami Don't ask me nothin' about nothin'/I just might tell you the truth (pol. Nie pytajcie mnie w ogóle o cokolwiek/gdyż może po prostu powiem wam prawdę).

## Wersje Dylana
Dylan nigdy nie wykonywał tego utworu podczas koncertów.
- 13 stycznia 1965 – sesje nagraniowe w Columbia Studio A w Nowym Jorku. Powstają pierwsze wersje piosenki jeszcze pod tytułem „California”
- 14 stycznia 1965 - sesje nagraniowe w Columbia Studio A w Nowym Jorku. Dylan zmienia tytuł z „California” na „Outlaw Blues” i nagrywa 4 wersje kompozycji.

## Wersje innych wykonawców
- Great Society - Conspicuous Only in Its Absence (1968); Live at the Matrix (1989)
- Dave Edmunds – The Early Edmunds (1991); Rockpile (1999); Collection (2000)
- Thin White Rope - Outlaw Blues (1992); One That Got Away... (1993); Spoor (1995)
- Radiators - Snafu 10-31-91 (1992)
- Hugues Aufray – Aufray Trans Dylan (1995); Au Casino de Paris (1996)
- Dream Syndicate – Day Before Wine and Roses: Live at KPFK (1995)
- Jad Fair - Great Expectations (1996)
- Michel Montecrossa - Jet Pilot (2000)